# 保內站
保內站（日语：／ Honai eki */?）是位於新潟縣三條市上保内，東日本旅客鐵道（JR東日本）的信越本線車站。

## 歷史
- 1943年（昭和18年）9月20日：鐵道省（國有鐵道）開設保內信號站。
- 1949年（昭和24年）8月1日：升級為車站，名為保內站[1]。
- 1970年（昭和45年）10月1日：成為簡易委託車站。
- 1987年（昭和62年）4月1日：伴隨國鐵分割民營化，車站由東日本旅客鐵道（JR東日本）營運。
- 2000年（平成12年）2月29日：車站大樓翻新[1]。
- 2004年（平成16年）10月31日：成為無人車站[1]。
- 2006年（平成18年）1月21日：此站開始可以使用IC卡「Suica」[2]。

## 車站構造
車站是一座地面車站，設有2面2線的相對式月台。月台之間設有跨線橋連接。
此站是由燕三條站管理的無人車站。車站大樓位於1號月台側，車站內設有簡易Suica閘機、乘車站證明書發行機和廁所。
在2004年（平成16年）前，此站為簡易委託車站時，車站內設有車票販賣窗口。當車站成為無人車站，販賣窗口已經撤去。車站事務室內放置了冬季除雪作業用的工具。在月台上設置了100公里里程碑（直江津起點）。

### 月台
| 月台 | 路線      | 上下行 | 方向       |
| ---- | --------- | ------ | ---------- |
| 1    | ■信越本線 | 上行   | 東三條方向 |
| 2    | ■信越本線 | 下行   | 新津方向   |

參考

## 使用狀況
以下列出2000年度至2003年度的1日平均乘車人次：
| 乘車人次變化       | 乘車人次變化     | 乘車人次變化 |
| 年度               | 1日平均 乘車人次 | 參考資料     |
| ------------------ | ---------------- | ------------ |
| 2000年（平成12年） | 382              | [ 5 ]        |
| 2001年（平成13年） | 357              | [ 6 ]        |
| 2002年（平成14年） | 342              | [ 7 ]        |
| 2003年（平成15年） | 355              | [ 8 ]        |

## 車站周邊
在保內盛產樹木，於保內公園內設有「Open Garden」的日本庭園。
- 保內簡易郵局
- 國道403號（日语：国道403号）
- 三條市立保內小學
- 保內公園
- 保內三王山古墳群
- 道之驛庭園之鄉保內（日语：道の駅庭園の郷保内）

## 巴士路線

周辺のバス路線図。青色の路線が当駅周辺を経由する。

在車站前設有越後交通巴士站。巴士站設有巴士路線連接三條和加茂之間。部分班次經北面的國道，也有部分班次經南邊道路。

## 相鄰車站
東日本旅客鐵道
■信越本線
東三條－保內－加茂

## 注腳
1. 1 2 3 4 5 6 7 8 9 10 11 12  . 週刊朝日百科. 14号 長野駅・新津駅・高田駅ほか. 朝日新聞出版. 2012-11-11: 25 （日语）.
2. ↑   (新闻稿). 東日本旅客鉄道 新潟支社. 2005-09-21 （日语）. - WayBack Machine存檔
3. ↑  . 東日本旅客鉄道.   [2020-10-03]. （原始内容存档于2020-02-01） （日语）.
4. ↑  JR東日本:駅構内図 （页面存档备份，存于）（日語）
5. ↑  . 東日本旅客鉄道.   [2019-04-04]. （原始内容存档于2019-04-02） （日语）.
6. ↑  . 東日本旅客鉄道.   [2019-04-04]. （原始内容存档于2019-02-22） （日语）.
7. ↑  . 東日本旅客鉄道.   [2019-04-04]. （原始内容存档于2019-04-02） （日语）.
8. ↑  . 東日本旅客鉄道.   [2019-04-04]. （原始内容存档于2019-03-27） （日语）.
9. ↑  . 保内公園.   [2020-10-03]. （原始内容存档于2020-11-13） （日语）.

## 外部連結
- 車站資訊（保內）：東日本旅客鐵道（日語）